# Hymenophyllum helicoideum
Hymenophyllum helicoideum är en hinnbräkenväxtart som beskrevs av Sod. Hymenophyllum helicoideum ingår i släktet Hymenophyllum och familjen Hymenophyllaceae. Inga underarter finns listade.